# Malobavd
Malobavd ali Melobavd je bil frankovski kralj iz 4. stoletja, ki je bil tudi comes domesticorum. Leta 354 je bil tribunus armaturarum poveljnik dveh vojaških šol v rimski Galiji, imenovanih  Armatura Seniores in Armatura Juniores. V Galiji je služil pod magistrom peditum Silvanom, ki je leta 355 uzurpiral oblast. Cesar Gracijan ga je potem, ko je premagal alemanska plemena pod kraljem Priarijem v bitki pri Argentovariji, imenoval za comesa domesticorum. Leta 380 je ubil Makrijana, kralja Bukinobantov in rimskega zaveznika, ki je vdrl na frankovsko ozemlje. Med uzurpacijo Magna Maksima je bil Malobavd ubit kmalu po atentatu na cesarja Gracijana.